# Хоббитон (достопримечательность)
Хоббитон — место в Новой Зеландии, наиболее знаменитое проходившими на его территории съёмками трилогий «Властелин колец» и «Хоббит».
Хоббитон расположен на семейной ферме примерно в 8 км к западу от Хинуэры и в 10 км к юго-западу от Матаматы, в Вайкато, и в настоящее время является знаменитым туристическим местом. В настоящее время по Хоббитону проводятся экскурсии.

## Властелин Колец
Когда Питер Джексон начал искать подходящие места для фильма «Властелин колец: Братство Кольца», он во время воздушного поиска в 1998 году увидел Александровскую ферму и пришёл к выводу, что эта территория «как кусочек Древней Англии». После соответствующих переговоров с собственниками в марте 1999 года была начата работа по преобразованию части фермы в Шир. В строительстве Хоббитона участвовала новозеландская армия. Вначале место строительства Хоббитона было соединено с новозеландской сетью автодорог. Дальнейшие работы включали в себя строительство фасадов для 37 хоббитских нор и связанных с ними садов и живых изгородей, мельницы и двойного арочного моста, а также возведение 26-тонного дуба над Бэг-Эндом, который изначально был вырублен, а потом воссоздан в комплекте с искусственными листьями.
Джексон писал: «Я знал, что Хоббитону нужно быть тёплым и уютным местом, а также то, что он должен выглядеть живым. Позволяя сорнякам расти сквозь трещины и создавая живые изгороди и маленькие сады, за год до съёмок мы получили невероятно реальное место, а не просто съемочную площадку». Алан Ли прокомментировал, что «было приятно видеть, что он приобрёл нечто похожее на девонширскую сельскую местность, в которой я жил последние двадцать пять лет».

## Трилогия «Хоббит»
Изначально Хоббитон не был построен до конца, фасады хоббичьих нор были построены из необработанной древесины и полистирола, которые были частично сняты после съёмок. В 2010 году съёмочная площадка была перестроена для более постоянного использования, для фильма «Хоббит: Нежданное путешествие», съёмки которого начались в 2011 году.

## Экскурсии
Экскурсии по Хоббитону (по территории площадью в 5,5 га), начались в 2002 году и проводятся ежедневно до сих пор. Двухчасовая экскурсия и сейчас очень популярна, поэтому чтобы попасть в Хоббитон часто нужно бронировать заранее.

## Галерея

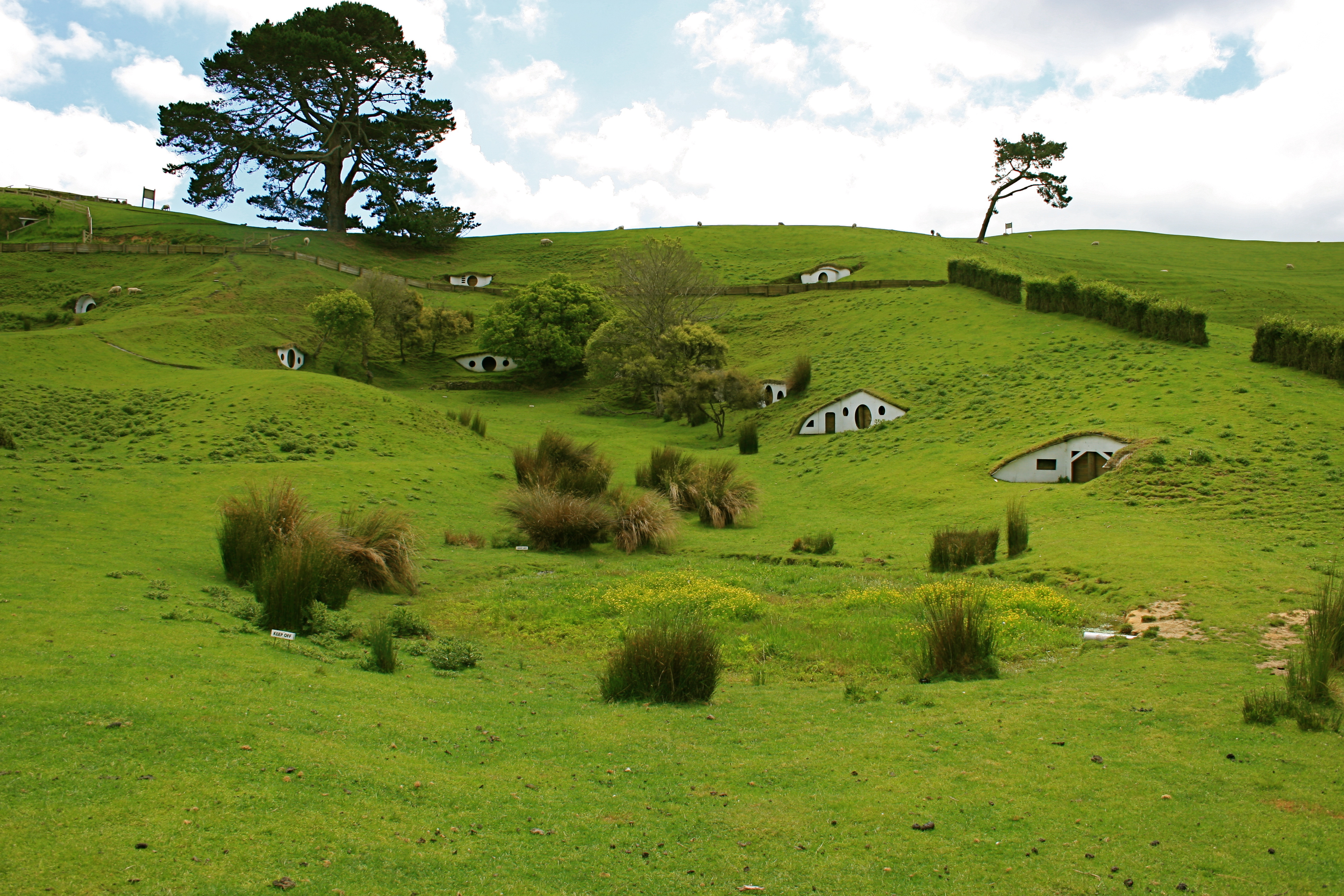
Вид на часть Хоббитона
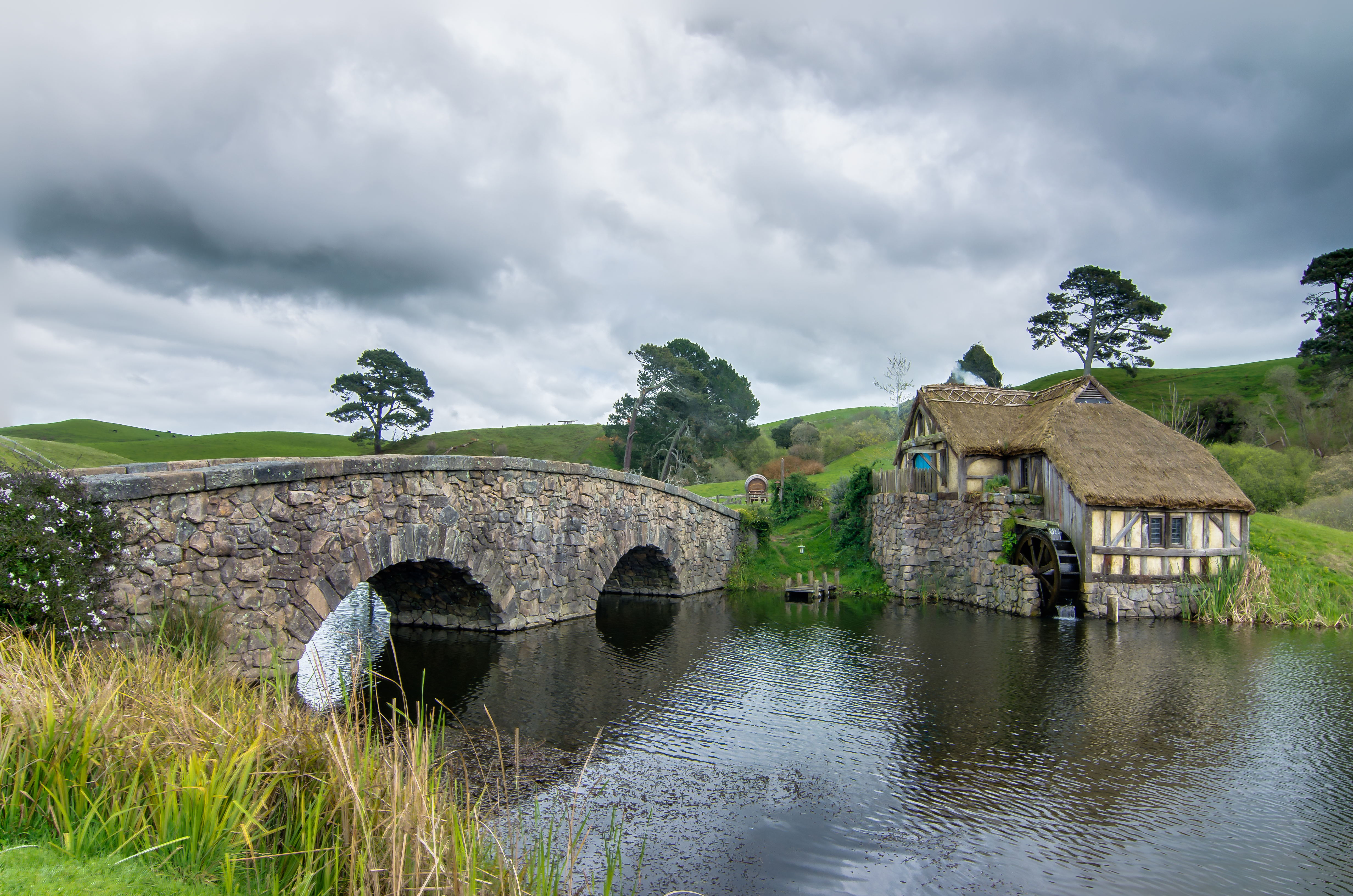
Мельница и двойной арочный мост в Хоббитоне
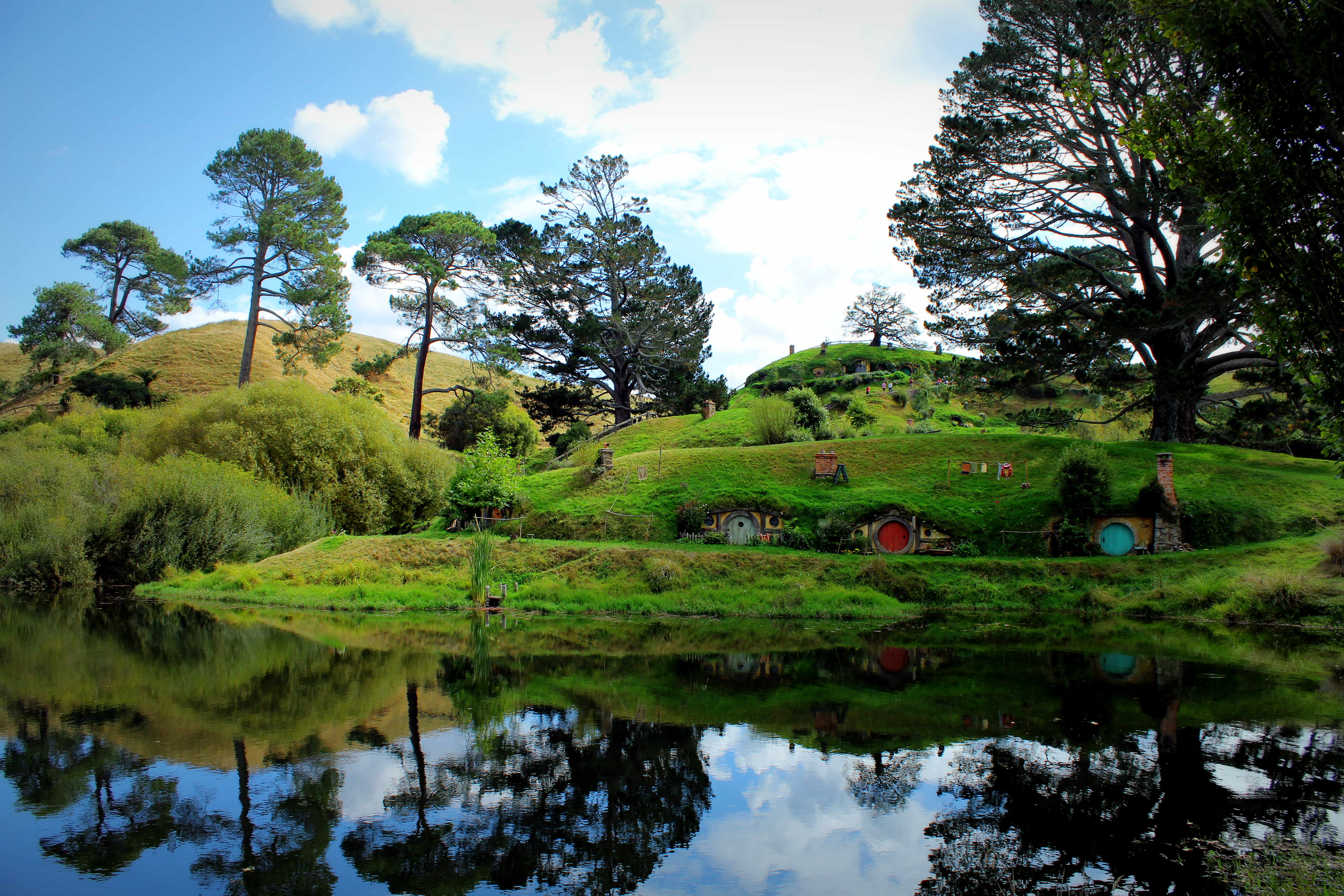
Жилища хоббитов
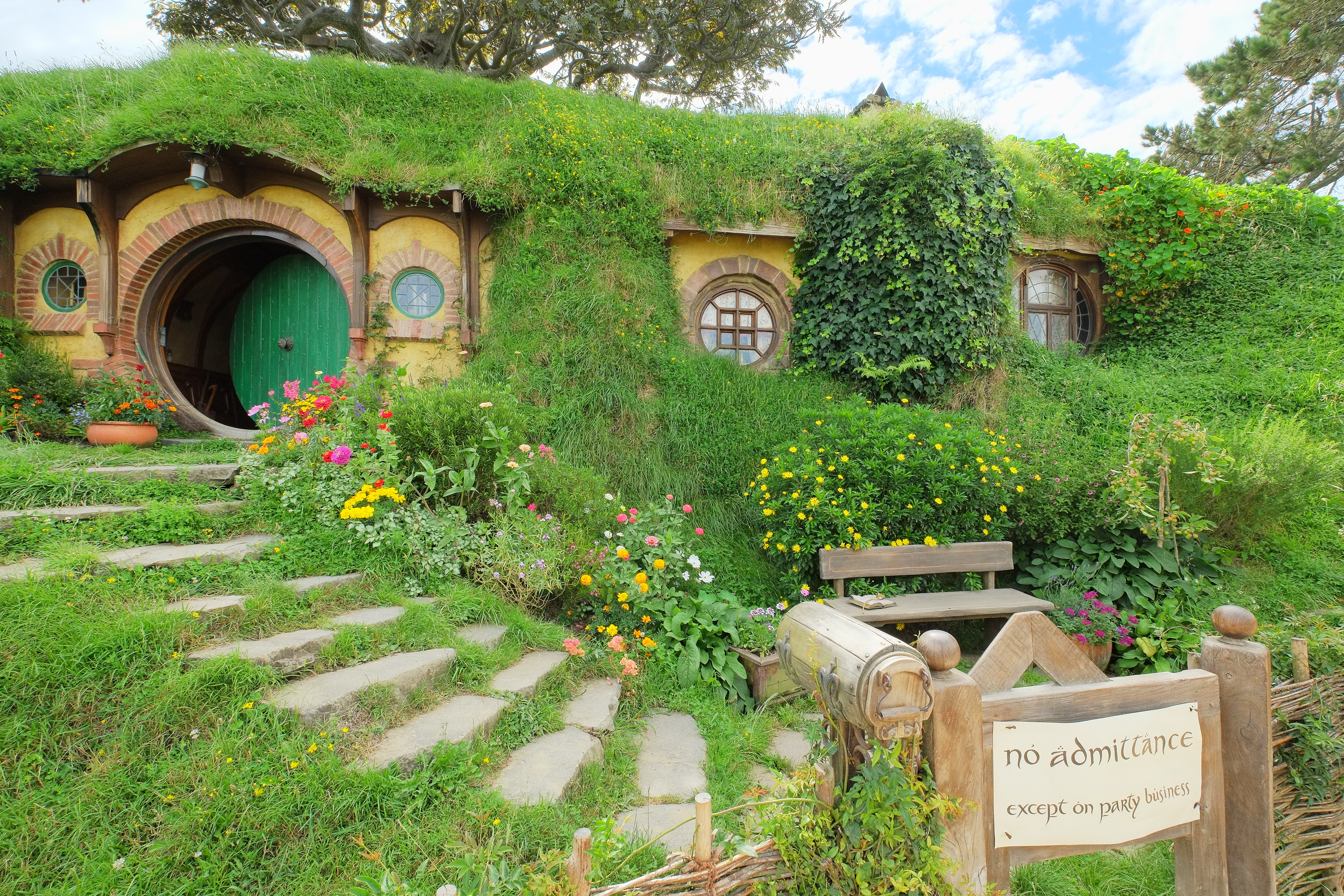
Жилище Бильбо Бэггинса